# OpenStep
Pour l’article homonyme, voir OPENSTEP.
 (avril 2023).
Sa qualité peut être largement améliorée en utilisant un vocabulaire plus directement compréhensible.
OpenStep est une spécification ouverte d'API orientée objet, avec comme but premier de pouvoir utiliser un environnement de type NeXTSTEP sur un système non-NeXTSTEP. NeXT produit OPENSTEP, une version d'OpenStep pour leur propre système d'exploitation, et une version pour Windows NT. Sun produit une implémentation pour Solaris.
Elle est le fruit d'un travail commun de NeXT et Sun.

## Implémentation d'OpenStep
- OPENSTEP
- GNUstep
- Rhapsody
- Cocoa (Mac OS X )